# HD 223466
HD 223466，又名CD-2616796，SAO 192180、HR 9026，是一颗恒星，视星等为6.42，位于銀經36.88，銀緯-76.08，其B1900.0坐标为赤經23h 44m 38.7s，赤緯-25° -76.08′ 12″。